# Кинашевка
Кинаше́вка (укр. Кинашівка) – село, расположенное на территории Борзнянского района Черниговской области (Украина).
Расположено на р.Борзна в месте впадения в неё её притока - реки Борзенка.